# Dysthymie
 Mise en garde médicale
La dysthymie (du grec δυσθυμία, « mélancolie ») est un trouble de l'humeur, chronique et persistant, impliquant un spectre dépressif. Elle n'est pas nécessairement moins sévère qu'une dépression clinique. Le terme est attribué à James Kocsis durant les années 1970.
La dysthymie est un type de dépression moyenne. La dysthymie étant un trouble dépressif, les patients peuvent en faire l'expérience durant plusieurs années avant d'être diagnostiqués (si aucun symptôme apparent ne survient). Souvent les patients peuvent croire que la dépression fait partie de leur caractère, et ne parlent ainsi pas de leurs symptômes à leur médecin, famille ou amis.

## Définition
La dysthymie (ou trouble dysthymique) est une forme de dépression atténuée et chronique produisant une souffrance significative. Ce terme a été introduit en 1980 dans le DSM-III. Auparavant, ces troubles ont été tantôt considérés comme des troubles de l'humeur, tantôt comme des troubles de la personnalité : on a parlé par exemple de « névrose dépressive ». On peut en rapprocher également certains troubles névrotiques comme la neurasthénie ou la psychasthénie.
La dysthymie peut être liée à une structure peu favorable au développement positif de l'enfant : violences, incestes, guerres, carences affectives importantes, timidité extrême. L'enfant tend à considérer ces faits comme normaux et finit par les banaliser et les intégrer à sa structure psychique. Si l'enfant ou l'adulte ne sont pas pris en charge, les risques de destruction, d'autodestruction ou de suicide sont très importants. Il est possible pour la personne atteinte de dysthymie de reconnaître les signes avant-coureurs tel que fort sentiment de tristesse, abattement, vision très pessimiste de l'avenir, isolement... Pour l'enfant il est conseillé dans la mesure du possible une assistance éducative, un environnement assaini, un espace d'expression, des longues périodes de loisirs, un soutien moral, un suivi scolaire et un suivi thérapeutique. Pour l'adulte un suivi médical est absolument nécessaire : les anti-dépresseurs et somnifères de dernière génération sont fortement conseillés durant les périodes de crise ainsi que les thymo-régulateurs de seconde génération. Une stricte hygiène de vie, une longue thérapie, un réel apprentissage des relations sociales saines et tendant à renforcer l'estime de soi ainsi que le B.A. BA de la pensée positive sont indispensables pour réapprendre à vivre au côté des carences et traumatismes anciens. Il est vital pour le dysthymique enfant ou adulte de prendre conscience des traumatismes et des conséquences réelles sur son existence car le dysthymique a tendance à minimiser voire ignorer les traumatismes et l'ampleur de leurs influences sur sa structure psychique. Il tend à penser que cette structure transitoire est innée et définitive et n'imagine pas qu'elle puisse avoir d'autre origine que sa personnalité propre. La dysthymie n'est qu'un état conséquent à une enfance partiellement en souffrance et ne peut être considérée comme un aspect intrinsèque de la personnalité. La prise de conscience du ou des trauma permet au dysthymique de réintégrer et réinvestir l'intégralité de son psychisme. Néanmoins, il peut rester sujet à la dysthymie tant que l'on n'observe pas une réelle consolidation par une démarche de découverte et de reconstruction de la partie du psychisme en souffrance. La découverte peut se faire partiellement ou en totalité pendant la période de travail de reconstruction. La chronologie n'est pas un signe de guérison. Néanmoins le préambule de la guérison s'observe lorsqu'il y a des actions de consolidation de la part du patient. Les rechutes sont possibles mais moins dangereuses compte tenu que le patient prend soin de lui et possède la volonté de comprendre la structure psychique partielle qui ampute et prend le dessus sur sa véritable personnalité.

## Signes et symptômes
Les symptômes de la dysthymie sont similaires à ceux de la dépression caractérisée, bien qu'ils tendent à être moins intenses. Dans les deux cas, la personne peut être d'humeur sombre ou irritable, manquer d'intérêt à des activités que la plupart des personnes trouvent amusantes, ainsi qu'éprouver un manque d'énergie ou une fatigue constante. L'appétit et le poids peuvent augmenter ou diminuer. La personne peut dormir trop ou avoir des troubles du sommeil. Elle peut avoir des difficultés à se concentrer. La personne peut être indécise et pessimiste et avoir une faible estime de soi. Les symptômes peuvent s'accroître et mener à une période de dépression majeure. Cette situation est parfois appelée « double dépression » parce que la période de dépression intense se superpose au sentiment général d'humeur sombre. Les personnes atteintes de dysthymie ont un risque supérieur à la moyenne de développer une dépression majeure. Alors que la dépression majeure se déclare souvent par épisodes, la dysthymie est plus constante et durable, commençant parfois dès l'enfance, ayant pour conséquence que la personne affectée par la dysthymie tend à croire que la dépression fait partie de sa personnalité. Il est possible que la personne atteinte de dysthymie ne pense même pas à parler de cet état à un docteur, des membres de la famille ou des amis. La dysthymie, comme la dépression majeure, tend à courir dans des familles. Elle est deux à trois fois plus fréquente chez les femmes que chez les hommes. Certaines personnes atteintes de dysthymie ont vécu une perte importante durant leur enfance, comme le décès d'un parent. D'autres disent être dans un état de stress chronique. Il est souvent difficile de déterminer si les personnes affectées par la dysthymie subissent plus de stress que les autres personnes ou si c'est la dysthymie qui leur fait percevoir plus de stress que les autres personnes.
La dysthymie est une forme chronique persistante de dépression partageant les mêmes symptômes caractéristiques de la dépression clinique majeure (forme de catégorisation de la mélancolie). Cette forme est moins intense cependant que la dépression majeure. Ces signes et symptômes peuvent inclure :
- Sentiment de désespoir
- Sentiment d'inutilité (sans espoir)
- Insomnie ou hypersomnie
- Baisse d'énergie ou asthénie
- Faible estime de soi
- Difficultés de concentration ou difficultés à prendre des décisions
- Irritabilité

### Critères diagnostiques (DSM-IV)
Selon les critères du Manuel diagnostique et statistique des troubles mentaux, le diagnostic de la dysthymie peut être porté si une humeur dépressive est présente pratiquement toute la journée, plus d'un jour sur deux pendant au moins deux ans (sans répit de plus de deux mois) avec présence d'au moins deux symptômes parmi ceux-ci.
1. Durant des journées entières et sur une durée de deux ans ou plus, le patient adulte rapporte être dépressif ou apparaît être dépressif auprès d'individus de son entourage.
2. Lorsqu'il est déprimé, le patient peut avoir :
  1. un fort ou faible appétit
  2. un long ou court sommeil (hypersomnie ou insomnie)
  3. Fatigue ou baisse d'énergie
  4. Faible estime de soi
  5. Difficulté de concentration ou à prendre des décisions
  6. Sentiments d'inutilité ou pessimistes
3. Durant cette période de deux ans, les symptômes cités ci-dessus ne sont jamais absents pendant plus de deux mois consécutifs.
4. Durant les deux premières années de ce syndrome, le patient n'a pas souffert de dépression clinique majeure.
5. Le patient n'a eu aucun épisode de manie, d'hypomanie ou des deux à la fois.
6. Le patient n'a pas atteint les critères du trouble cyclothymique.
7. La dépression n'existe pas comme faisant partie d'une psychose chronique (comme la schizophrénie ou le trouble délirant).
8. Les symptômes ne sont pas directement causés par une maladie mentale ou une substance, incluant les drogues et autres médicaments.
9. Les symptômes peuvent être reliés à des problèmes sociaux, scolaires, ou autres parties de la vie.

## Situations particulières
- Chez les enfants et les adolescents, les symptômes peuvent être remplacés par une humeur irritable et la durée doit être d'au moins un an.
- Il arrive qu'un patient présentant une dysthymie présente un épisode dépressif franc surajouté. On parle alors de « dépression double »[5].

## Traitements
Selon l'intensité des troubles, les traitements sont constitués :
- d'administration au long cours d'amisulpride (qui n'est antidépresseur que quand il est utilisé à faibles doses)[6],
- d'administration au long cours d'autres antidépresseurs (qui peuvent être prescrits de manière prolongée),
- d'administration d'anxiolytiques (pour des durées courtes),
- de régulateurs d'humeur (thymorégulateurs),
- de psychothérapies.

## Annexe